# المنصف البلدي

## المنصف البلدي
المنصف البلدي فنان تونسي متعدد المواهب، حيث يعمل كشاعر، معد برامج، كاتب، ممثل، ومخرج. بدأ مسيرته الفنية مع فرقة مسرح الجنوب بقفصة قبل أن ينتقل إلى العمل في التلفزة التونسية، حيث خاض تجربة الإخراج التلفزيوني والسينمائي، وحقق شهرة واسعة بفضل أعماله المتميزة التي تركت أثرًا في المشهد الثقافي والفني التونسي.

## السيرة الذاتية
وُلد المنصف البلدي في تونس، وبرز منذ صغره بحبه للفن والأدب. انضم إلى فرقة مسرح الجنوب بقفصة، حيث اكتسب خبرة كبيرة في التمثيل والإخراج المسرحي. مع نجوم كبار مثل عبد القادر مقداد خلال مسيرته، شارك في العديد من الأعمال المسرحية والتلفزيونية التي لاقت استحسان الجمهور والنقاد.

## الأعمال الفنية

### التمثيل
- حمة الجريدي (1974): لعب دور البطولة في هذه المسرحية التي عكست تجربة المسرح التونسي في ذلك الوقت.
- العريش (1980): أدى دور المؤدب في هذه المسرحية التي سلطت الضوء على الحياة اليومية في المجتمع التونسي.
- عمار بو الزور (1995): لعب دور محرز الخليفة في هذه المسرحية التي تناولت قضايا اجتماعية.
- من بعد طول العشرة (1996): شارك في هذا المسلسل الذي تناول العلاقات الاجتماعية والمشاكل اليومية للمخرج رؤوف كوكة.

الإخراج
- الخطاب على الباب (1996): عمل كمساعد مخرج في هذا المسلسل الذي يعتبر من أبرز الأعمال في الدراما التونسية.
- الحصاد (1995): كان مساعد مخرج أول في هذا المسلسل الذي تناول قضايا الزراعة والحياة الريفية.
- فوازير "كتاب الأحلام": أخرج وألف هذه الفوازير التي نالت إعجاب الجمهور.

### الكتابة
- أغاني المسلسلات: كتب كلمات أغاني المقدمة والنهاية لمسلسلات مثل "الحصاد" و"أمواج"، التي تميزت بإيقاعها الجميل وكلماتها العميقة.

## الجوائز والتكريمات
حصل المنصف البلدي على تكريم من المهرجان العربي للإذاعة والتلفزيون تقديرًا لمساهماته في الفن التونسي. هذا التكريم يعكس مدى تأثيره في الساحة الفنية واعترافًا بجهوده في تطوير الدراما والمسرح التونسي.

## التأثير والإرث
يُعتبر المنصف البلدي من الشخصيات البارزة في المشهد الثقافي التونسي، حيث ساهمت أعماله في تسليط الضوء على قضايا اجتماعية وثقافية من خلال الفن. يتميز بأسلوبه الفريد الذي يجمع بين التقاليد الفنية الأصيلة والتجديد المستمر.

## روابط خارجية
- صفحة المنصف البلدي على فيسبوك
- مقابلة مع المنصف البلدي